# تقیبولی
تقیبولی (به گرجی: ტყიბული) شهری در استان ایمرتی گرجستان است. جمعیت این شهر طبق سرشماری سال ۲۰۰۹ میلادی ۱۳٬۸۰۰ نفر بوده‌است.